# Bulbophyllum pugilanthum
Bulbophyllum pugilanthum là một loài phong lan thuộc chi Bulbophyllum.